# Бензер, Сеймур
Сеймур Бензер (англ. Seymour Benzer; 15 октября 1921 — 30 ноября 2007) — американский физик, молекулярный биолог и психогенетик. Член Национальной академии наук США (1961) и Американского философского общества, иностранный член Лондонского королевского общества (1976), Французской академии наук (2000).

## Биография
Родился в южном Бронксе, в семье еврейских иммигрантов из Сохачева (Польша) — Меера Бензера и Евы Найдорф. Когда ему было четыре года, семья перебралась в бруклинский район Бенсонхерст. Интересоваться биологией стал с детства, увлекался препарированием лягушек. В возрасте 15 лет окончил среднюю школу, в 1938 году поступил в Бруклинский колледж, но изучал сначала не биологию, а физику; вскоре перешёл в Университет Пердью, где в 1947 году получил степень доктора философии за исследование в области физики твёрдого тела. После начала Второй мировой войны привлечён к секретным военным исследованиям в части улучшения радаров и изучения свойств стабильного германия. Он первым обнаружит, что кристаллы германия могут быть использованы при высоком напряжении.
Его карьера в молекулярной биологии началась в переломные для этой науки 1950-е годы, и в итоге он занял видное положение в области молекулярной генетики и психогенетики. Бензер возглавлял исследовательскую лабораторию генетики в Университете Пердью, и в качестве босуэлловского профессора неврологии в Калифорнийском технологическом институте.
После получения учёной степени был назначен помощником профессора физики в Пердью, но вскоре перешёл из физики в биологию и два года учился в постдокторантуре в лаборатории Калифорнийского технологического университета, изучая вирусы-бактериофаги, затем вернувшись в Пердью, где в 1950 году открыл новый метод рекомбинации — систему T4 rII. В 1967 году он, однако, оставил генетику бактериофагов и вновь переехал в Калифорнийский технологический университет, чтобы изучать психогенетику. Впоследствии он стал одним из крупнейших учёных в этом направлении, изучая генетические основы различных поведенческих реакций, таких как фототаксис и циркадный ритм. В Калтехе с ним сотрудничала Барбара Уолд.
Также член Американской академии искусств и наук.

## Награды и признание
- 1964 — Международная премия Гайрднера, «в знак признания за выдающийся вклад в изучение генетики и молекулярной биологии, в частности — за выяснение тонкой структуры генов»[9]
- 1971 — Премия Альберта Ласкера за фундаментальные медицинские исследования (совместно с Сиднеем Бреннером и Чарлзом Яновским), «за блестящий вклад в молекулярную генетику»[10][11]
- 1976 — Премия Луизы Гросс Хорвиц
- 1977 — Премия Харви
- 1978 — Премия Диксона
- 1982 — Национальная научная медаль США в номинации «Биологические науки», «за выяснение тонкой структуры гена и объединение классических и молекулярных представлений о структуре и функции гена»[12][13]
- 1985 — Премия Розенстила, «за создание современной эукариотической генетики»
- 1986 — Медаль Томаса Ханта Моргана
- 1988 — Премия Карла Спенсера Лешли[англ.]
- 1989 — Премия Ральфа Джерарда[нем.]
- 1991 — Премия Вольфа по медицине, «за разработку новой области молекулярной нейрогенетики посредством новаторских исследований по анализу нервной системы и поведения с помощью генных мутаций»[14]
- 1993 — Премия Крафорда
- 1994 — Премия Фельтринелли
- 2000 — Международная премия по биологии
- 2001 — Премия Пассано[англ.]
- 2001 — Премия НАН США по нейронаукам[англ.], «за новаторский вклад, приведший нейрогенетику к зрелости»
- 2002 — Премия фонда «March of Dimes» по биологии развития (совместно с Сиднеем Бреннером), «за труды чрезвычайной важности, которые помогли открыть совершенно новые сферы исследований в области молекулярной биологии и генетики»[15]
- 2004 — Премия Боуэра, «за новаторские открытия, позволившие основать и значительно продвинуть область нейрогенетики, тем самым изменив наше представление о мозге»[16]
- 2004 — Премия Грубера
- 2004 — Международная премия Гайрднера, «за новаторские открытия, позволившие основать и значительно продвинуть всю область нейрогенетики, тем самым изменив наше представление о мозге и его механизмах»[17]
- 2006 — Премия медицинского центра Олбани